# Tanacetum akinfiewii
Tanacetum akinfiewii là một loài thực vật có hoa trong họ Cúc. Loài này được (Alex.) Tzvelev miêu tả khoa học đầu tiên năm 1961.